# 交響曲第3番 (バーンスタイン)
交響曲第3番『カディッシュ』（Kaddish）は、レナード・バーンスタインが作曲した3番目の交響曲。語り手、独唱と合唱を導入している。

## 概要
1963年に作曲し、短い期間で完成されたが、同年の11月23日にジョン・F・ケネディが暗殺されたことを受けて、完成後は「レクイエム」として捧げられた。のちに1977年に一部が改訂された。
世界初演は1963年の12月10日にイスラエルで、ジェニー・トゥーレルのソプラノ独唱、現地の女優ハンナ・ローヴィナの語り手、イスラエル・フィルハーモニー管弦楽団の組み合わせで行なわれた。一部の宗派の人たちから激しい抗議はあったものの、聴衆の熱狂的な絶賛を博したといわれている。アメリカでの初演は翌年の1964年の1月31日にボストン交響楽団の定期演奏会で、シャルル・ミュンシュの指揮、トゥーレルの独唱、バーンスタインの妻フェリシア・モンテアレグレの朗読によって行われた。終演後、万雷の拍手がノン・ストップで15分以上も鳴り続いたという。日本初演は1970年1月16日に東京文化会館で小澤征爾の指揮、日本フィルハーモニー交響楽団の演奏で行われた。ソプラノは大西代志子、語り手は渡辺美佐子、合唱は日本合唱団連合と杉並児童合唱団。尚、この日本初演の公演は全ての曲目がバーンスタインのもので、「カディッシュ」の他に、チチェスター詩篇 （日本初演）と交響曲第2番《不安の時代》が演奏された。それぞれのソリストであるピアノは高橋悠治、メゾソプラノは成田絵智子。小澤は当時すでにバーンスタインと深い交流があり、当時としても大胆なプログラムを組むことができたと考えられる。
第3番『カディッシュ』はドラマティックな上、語り手、独唱、合唱を導入していることで、交響曲の概念からかなり遠いものになっている。低音の漠然とした合唱を背景とする語り手の祈りによる全曲の開始部分なども、著しく演劇的である。また音楽様式や音楽語法の上では、民族的な雰囲気から実験的な雰囲気、調性から十二音技法、新ウィーン楽派風の旋律から、ジャズのイディオムまで、単純な新古典主義音楽から極めて複雑な表現主義音楽まで、適切な表現効果のもとに組み合わされている。こうした点では、この交響曲はバーンスタインの最もシリアスで大胆な主張を持った作品の一つである。

## タイトルについて
この交響曲のタイトル『カディッシュ』の意味は、「神聖化」「聖なるもの」といったもので、死者の追悼のために歌われる祈りを意味している。またこの言葉は世界のユダヤ人全てにとって、深く感動的な意味を持っているといわれている。しかし、この追悼の祈りは全体を見ても「死」という言葉は一度も現れず、逆に「生」という言葉が3度も用いられている。つまり基本的には哀悼の念や苦悩を表明する晩歌というより、神の栄光に感謝する頌歌ともいえる。作品は更にいえば、平和への祈りという性格を持った作品ともいえる。

## 構成
全3楽章から成るが、休みなく続けて演奏される。また楽章中は2つの部分に分けられている。演奏時間は約40分。
第1楽章 祈り
第1部「祈り」は、全曲中の最も重要な動機で、2つの主要な主題を含んでいるオーケストラによるアダージョの導入楽節である。第2部「カディッシュ」は合唱が初めて祈りの言葉を歌い始めるところである。テンポは急に激しいアレグロに変化し、新しい楽節として音列主題と朗誦風の第2主題が登場する。
第2楽章 ディン・トーラ
第1部「ディン・ドーラ（神の戒律による試練）」は、語り手が神に直接激しい口調で懺悔を語り続ける。この言葉が苦悩の極点をあらわしたとき、オーケストラの奏する新しい音列主題が提示され、長い提示に続いて打楽器群と金管楽器群によるグロテスクで（ほとんどジャズ風なエピソードが）、不安感をたたえた合唱のアーメンを伴って挿入される。
第2部「カディッシュ2」は、神の被造物たる人間が、神に抱かしめた失望感。その悲しみを慰めようと神に捧げるソプラノ独唱による優しい子守歌が歌われる。
第3楽章 スケルツォとフィナーレ
2つの部分に分けられた「カディッシュ3」から構成される。徹底したピアニッシモのプレストで進むスケルツォは、交響曲の「十字架」と呼ばれ、全ての楽想が巧みに組み合わされ、走馬灯のような夢の連続を暗示する。語り手はこの夢の中で、神に向かって人間を再び信じよと強いる。その瞬間、少年合唱がフォルティッシモで登場する「カディッシュ3」で夢は終わる。フィナーレは、ディン・トーラと同じアダージョで開始する。語り手はここで、神と人間により深い新たな関係が確立したことを告げる。信仰の復活は、アレグロ・ヴィーヴォの歓喜に満ちた力強い合唱のフーガ（「カディッシュ3」の後半部分）によって讃えられる。